# Marie Eleonora Windischgrätzová
Marie Eleonora Windischgrätzová, rozená kněžna ze Schwarzenbergu (21. září 1796, Vídeň – 12. června 1848, Praha) byla česká šlechtična z rodu Schwarzenberků, manželka zemského velitele Alfreda z Windischgrätze.

## Život
Narodila 21. září 1796 jako prvorozené dítě knížete Josefa II. ze Schwarzenbergu a jeho manželky Pavlíny z Arenbergu. V mládí se o ni starala především matka, její výchova byla ovlivněna myšlenkami Jeana Jacquese Rousseaua, které sepsal ve spisu Emil čili o výchově. V roce 1810 však Pavlína zahynula při požáru sídla rakouského velvyslance v Paříži a Marie Eleonora se domnívala, že nese vinu za smrt své matky (ta totiž původně z hořícího sálu vyběhla ven, ale vzápětí se vrhla zpátky v domnění, že tam zůstaly její dcery).

### Manželství a potomci
V necelých jednadvaceti letech domov opustila, neboť se dne 16. června 1817 na zámku Hluboká provdala za knížete Alfreda Windischgrätze. Ve stejný den měla svatbu i její mladší sestra Pavlína, která si vzala knížete Eduarda ze Schönburg-Hartensteinu.
Jelikož se nedochovaly žádné osobní deníky ani korespondence, zůstává jejich vzájemný partnerský život pro historiky neznámý. Během třicetiletého manželství se jim narodilo 5 synů a 2 dcery, přičemž nejstarší potomek přišel na svět již 9 měsíců po svatbě. V manželství se zaměřovala především na výchovu dětí.
- Aglaja (27. 3. 1818 Vídeň – 6. 7. 1845 tamtéž), svobodná a bezdětná[2][3]
- Alfred II. (28. 3. 1819 Vídeň – 28. 4. 1876 Tachov), 2. kníže z Windisch-Graetze, manž. 1850 princezna Hedvika z Lobkowicz (15. 9. 1829 Lvov – 19. 10. 1852 Tachov)[3]
- Leopold Viktorin (24. 7. 1824 Štěkeň – 3. 10. 1869 Ostrůvek u Tachova), svobodný a bezdětný[3]
- August Josef Mikuláš (24. 7. 1828 Praha – 29. 8. 1910 Schwarzenbach), manž. 1853 hraběnka Vilemína z Nostic-Rienecku (23. 4. 1827 Praha – 25. 4. 1897 Vídeň)[3]
- Ludvík Josef (13. 5. 1830 Vídeň – 14. 3. 1904 tamtéž), manž. 1870 hraběnka Valerie Dessewffyová (8. 10. 1843 Budapešť – 11. 7. 1912 Sárospatak)[3]
- Josef Alois (22. 6. 1831 Praha – 18. 10. 1906 Vídeň), morganatické manž. 1866 Marie Taglioni (27. 10. 1830 Berlín – 27. 8. 1891 Neuaigen)[3]
- Matylda Eleonora (5. 12. 1835 Praha – 30. 6. 1907 Cerová), manž. 1857 princ Karel z Windischgrätze (10. 10. 1821 Vídeň – 24. 6. 1859 Solferino)[3]

### Úmrtí
V květnu 1848 byl Alfréd Windischgrätz povolán do Prahy, aby zde zjednal pořádek a potlačil projevy nespokojenosti Pražanů s absolutistickou vládou. Windischgrätz do Prahy přicestoval i s rodinou a ubytovali se jako obvykle v budově vojenského velitelství (bývalý palác Pachtů z Rájova) na rohu Celetné ulice a Ovocného trhu. Vzhledem k postupnému přiostřování situace se kníže 8. června rozhodl uspořádat vojenskou přehlídku k demonstraci síly císařské armády. Pražané na to odpověděli 12. června velkou mší na Koňském trhu. Po mši se část Pražanů vydala před vojenské velitelství, kde v tu dobu pobýval Windischgrätz se svojí rodinou a přáteli. Potyčky s císařskými oddíly začaly už u Prašné brány a postupně se posouvaly Celetnou ulicí na Staroměstské náměstí. O půl páté odpoledne se kněžna chtěla podívat, co se venku děje a přistoupila k oknu. Ještě než jej stihla otevřít, ozvalo se tříštění skla a kněžna se bezvládně skácela k zemi. Přivolaný lékař už mohl pouze konstatovat smrt.
Pohřeb kněžny se konal 10. července 1848, uložena byla do rodové hrobky ve farním kostele sv. Václava v Tachově. Ještě předtím byly její ostatky vystaveny na tachovském zámku. Pohřbu se zúčastnil českokrumlovský vévoda a Eleonořin bratr Jan Adolf II. ze Schwarzenbergu, kvůli situaci v Praze však nemohl být přítomen její manžel Alfréd Windischgrätz. V roce 1886 pak byly její ostatky přeneseny do nově vybudované hrobky v kapli Všech svatých v kladrubském klášteře.

### Vyšetřování úmrtí
Ještě 12. června večer byl rakouskými vojáky vypátrán, zatčen a označen jako hlavní podezřelý Maxmilián Maux, student a člen českého spolku Slávie, který byl na shromáždění podle svědků ozbrojen puškou. Maux při srážkách s vojskem utrpěl sečnou ránu. Podezření na něm utkvělo rovněž díky významnému postavení v řadách pražského studentstva. Po svém zatčení byl demonstrativně veden v poutech ulicemi města, následně uvězněn, vyslýchán a surově bit. Internován zůstal po celou dobu tzv. Pražského červnového povstání a do bojů v ulicích Prahy tak nezasáhl. Navíc proti němu neexistoval přímý důkaz.
Jeho vinu pak vyvrátila do té doby nevyužívaná balistická expertíza provedená pražským puškařem Antonem Vincenzem Lebedou. Zbrojařský odborník porovnal ráži Mauxovy pušky s velikostí průstřelu ve skle okna a i z hlediska rozdílných povah nábojů zbraně (Maux vlastnil brokovnici, kdežto kněžna zemřela po zásahu jednou kulkou) podezření, že se jedná o vražednou zbraň, vyvrátil. Jednalo se tak o první využití soudní balistiky v historii Rakouského císařství a možná i v celém světě. Maux byl nakonec z vězení propuštěn až s dalšími zadrženými na amnestii 16. září 1848, přičemž skutečný viník nebyl nikdy vypátrán.